# Турчанинова, Анна Александровна
Анна Александровна Турчанинова (9 декабря 1774 — 28 июня 1848) — российская поэтесса, переводчица

 и целительница.

## Биография
Родилась в семье полковника, предводителя Орловского дворянства Александра Александровича Турчанинова (Турченинова), турка по происхождению, и его супруги, дворянки Орловской губернии Марфы Степановны, урожденной Сибилевой. Рано научилась читать и писать, к семи годам знала арифметику и основы геометрии, обладала познаниями в физике, риторике, поэтике и философии. Училась у монахов Братского Богоявленского монастыря в Киеве. Подружилась с Ермилом Костровым, княжной Екатериной Сергеевной Урусовой и Михаилом Матвеевичем Херасковым. Входила в круг Гаврилы Романовича Державина. В 1797 - 1798 годах была в Париже, изучала магнетизм в Школе Гармонического общества А.М.Ж. де Шастене маркиза де Пюисегюра. 
Печатала стихи в журнале "Приятное и полезное препровождение времени" за 1798 год. Рукопись сборника ее стихотворений сохранилась в Фонде Державина. В стихотворениях "Уединение" и "Послание к Анакреону" прославляет природу как лучшую наставницу. В произведениях Турчаниновой значительное место занимает тема детской невинности, например, в стихотворении «К малютке Сашеньке», а также тема благородной бедности, как в «Уединении».
В 1803 году перевела с латинского книгу «Натуральная этика, или Законы нравственности, от созерцания природы непосредственно проистекающие» (1803).
В 1810-е годы занималась исследованиями Карпатских гор.
На рубеже 1820-1830-х годов получила известность как целительница. Пользовалась покровительством Н.С. Мордвинова. По указанию Николая I описала свой опыт "магнетического" лечения. Упоминается в переписке матери А.С. Пушкина Н.О. Пушкиной.
Умерла в Киеве. Похоронена в Некрополе Киево-Выдубицкого монастыря.

## Описание внешности
"Не имея еще двадцати лет от роду, она избегала общества, одевалась неряхою, занималась преимущественно математическими науками, знала латинский и греческий языки, сбиралась учиться по-еврейски и даже пописывала стихи, хотя весьма неудачно; у нас ее знали под именем философки... Лет тридцать спустя увидел я ее опять в Петербурге... Я не нашел в ней почти никакой перемены: черные, прекрасные, мутные и блуждающие глаза ее все еще горели прежним жаром; черные длинные нечесаные космы, как и прежде, выбивались из-под черной скуфьи, и вся она, как черная трюфель в масле, совершенно сохранилась в своем сальном одеянии" (Ф.Ф. Вигель).

## Сочинения
Натуральная этика или Законы нравственности от созерцания природы непосредственно произтекающие / Перевод с латинскаго Анны Турчаниновой. - В Санктпетербурге, 1803.
Отрывки из сочинений Анны Турчаниновой. - Санкт-Петербург, 1803.

## Образ в литературе
А.А. Турчанинова является героиней исторического романа Леонида Девятых "Магнетизерка" (2011).